# Amel-sur-l’Étang
Amel-sur-l’Étang ist eine französische Gemeinde mit 150 Einwohnern (Stand: 1. Januar 2022) im Département Meuse in der Region Grand Est (vor 2016: Lothringen). Die Gemeinde gehört zum Arrondissement Verdun, zum Kanton Bouligny und zum Gemeindeverband Damvillers Spincourt
Umgeben wird Amel-sur-l’Étang von den Nachbargemeinden Senon im Nordwesten und Norden, Éton im Osten, Rouvres-en-Woëvre im Südosten, Étain im Süden sowie Foameix-Ornel im Südwesten.

## Bevölkerungsentwicklung
| Jahr                       | 1962 | 1968 | 1975 | 1982 | 1990 | 1999 | 2006 | 2012 | 2019 |
| Einwohner                  | 299  | 227  | 192  | 168  | 132  | 150  | 164  | 176  | 146  |
| Quellen: Cassini und INSEE |      |      |      |      |      |      |      |      |      |

## Sehenswürdigkeiten
- Kirche Saint-Martin, erbaut 1780
- Deutscher Soldatenfriedhof mit 2284 Gefallenen des Ersten Weltkriegs
- Réserve naturelle régionale de l’étang d’Amel, 146,59 ha großes regionales Naturschutzgebiet auf dem Territorium der Gemeinden Amel-sur-l’Étang und Senon.

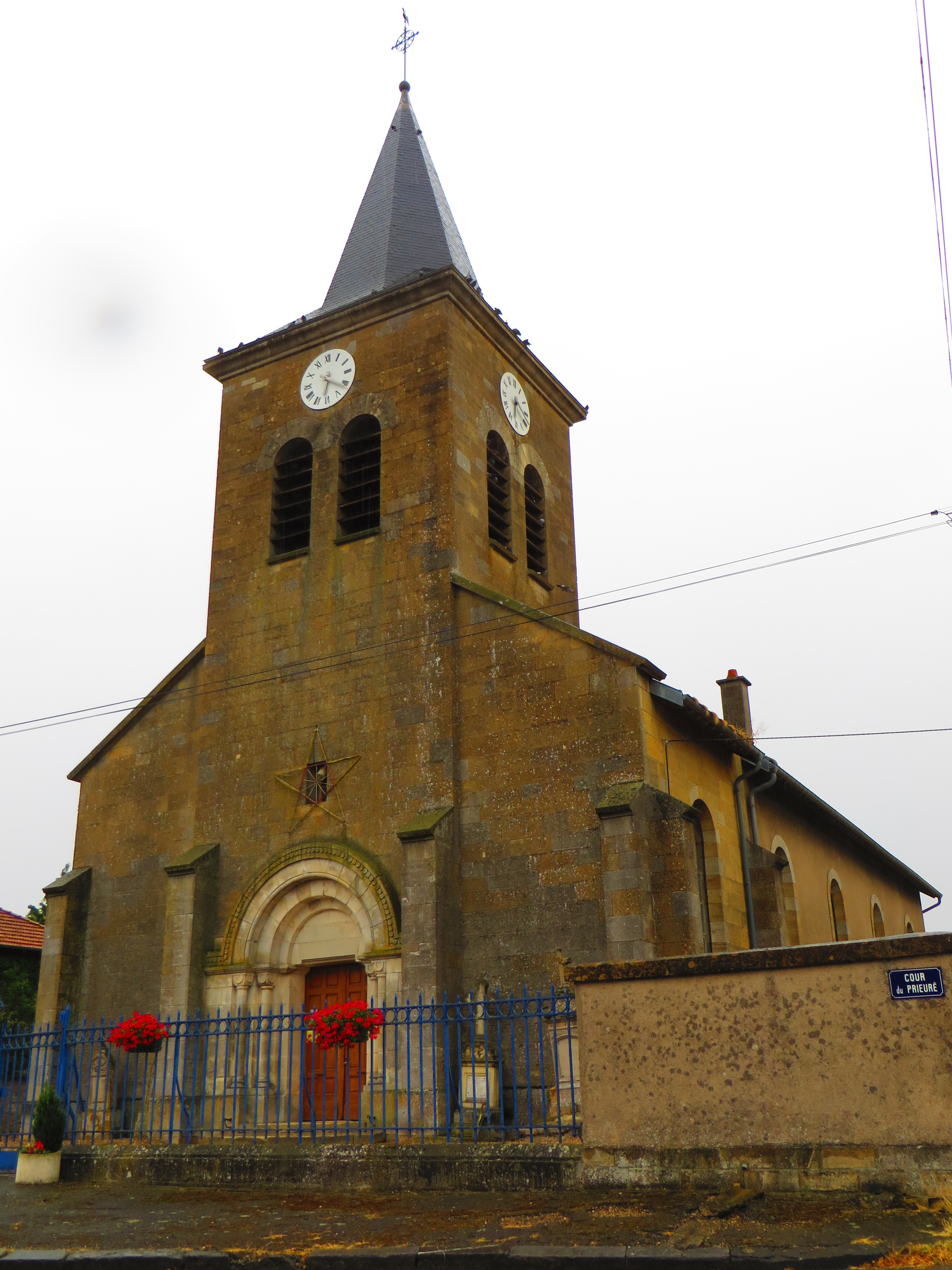
Kirche Saint-Martin
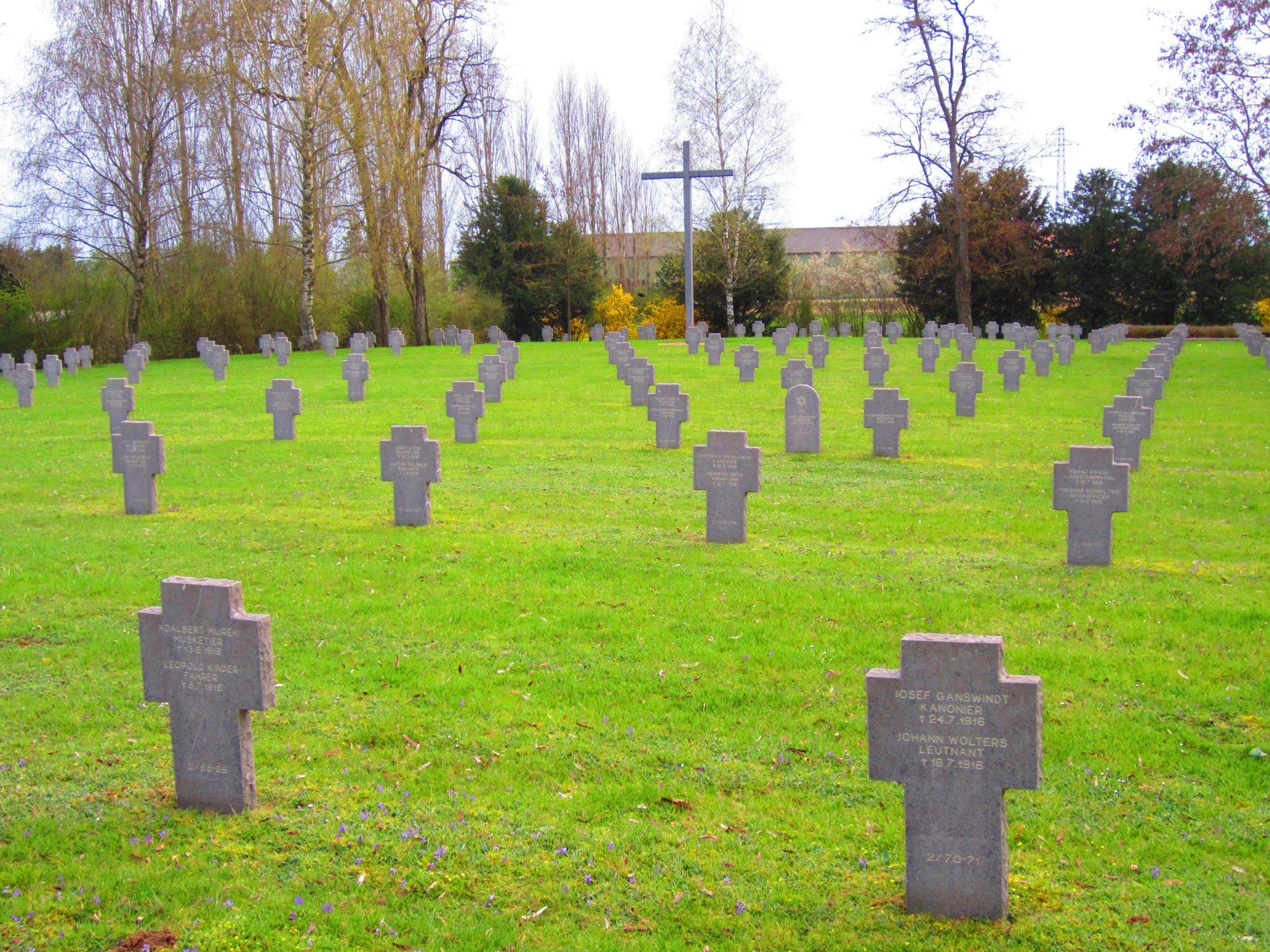
Deutscher Soldatenfriedhof
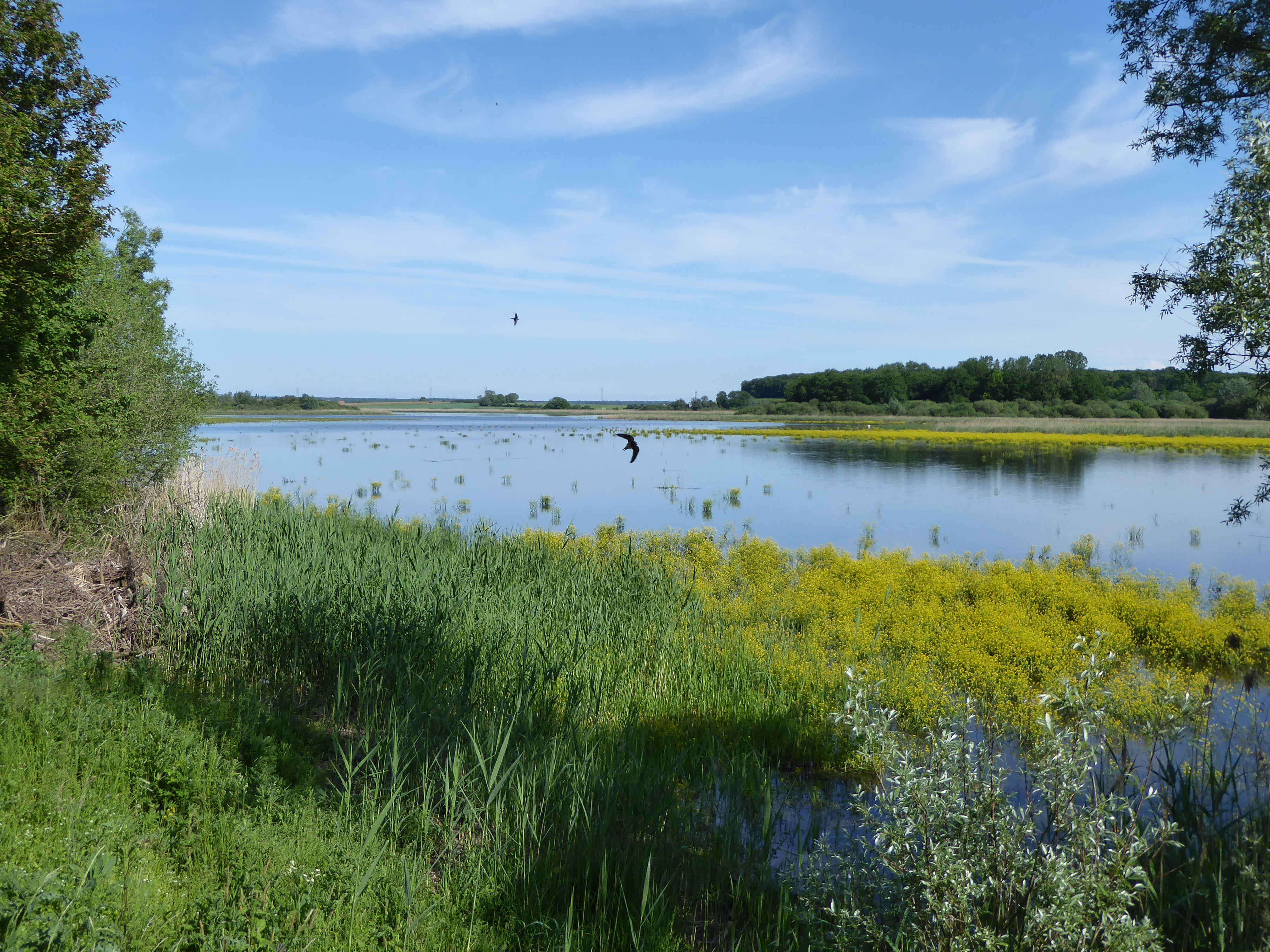
RNR de l’étang d’Amel, Blick nach Südwesten